# Saint-Éloi (Ain)
Saint-Éloi és un municipi francès situat al departament de l'Ain i a la regió d'Alvèrnia-Roine-Alps. L'any 2007 tenia 386 habitants.

## Demografia

### Població
El 2007 la població de fet de Saint-Éloi era de 386 persones. Hi havia 148 famílies de les quals 20 eren unipersonals (4 homes vivint sols i 16 dones vivint soles), 48 parelles sense fills, 56 parelles amb fills i 24 famílies monoparentals amb fills.
La població ha evolucionat segons el següent gràfic:
Habitants censats

### Habitatges
El 2007 hi havia 169 habitatges, 147 eren l'habitatge principal de la família, 12 eren segones residències i 10 estaven desocupats. 168 eren cases i 1 era un apartament. Dels 147 habitatges principals, 132 estaven ocupats pels seus propietaris, 11 estaven llogats i ocupats pels llogaters i 4 estaven cedits a títol gratuït; 2 tenien dues cambres, 9 en tenien tres, 35 en tenien quatre i 101 en tenien cinc o més. 125 habitatges disposaven pel capbaix d'una plaça de pàrquing. A 48 habitatges hi havia un automòbil i a 92 n'hi havia dos o més.

### Piràmide de població
La piràmide de població per edats i sexe el 2009 era:
| Homes | Edats   | Dones |
| ----- | ------- | ----- |
| 0     | 95 o +  | 0     |
| 0     | 90 a 94 | 0     |
| 0     | 85 a 89 | 4     |
| 0     | 80 a 84 | 0     |
| 4     | 75 a 79 | 8     |
| 12    | 70 a 74 | 8     |
| 4     | 65 a 69 | 4     |
| 4     | 60 a 64 | 4     |
| 4     | 55 a 59 | 0     |
| 20    | 50 a 54 | 12    |
| 16    | 45 a 49 | 20    |
| 36    | 40 a 44 | 20    |
| 20    | 35 a 39 | 24    |
| 12    | 30 a 34 | 16    |
| 8     | 25 a 29 | 16    |
| 16    | 20 a 24 | 0     |
| 4     | 15 a 19 | 24    |
| 28    | 10 a 14 | 16    |
| 20    | 5 a 9   | 8     |
| 16    | 0 a 4   | 24    |

## Economia
El 2007 la població en edat de treballar era de 277 persones, 195 eren actives i 82 eren inactives. De les 195 persones actives 189 estaven ocupades (99 homes i 90 dones) i 6 estaven aturades (3 homes i 3 dones). De les 82 persones inactives 29 estaven jubilades, 31 estaven estudiant i 22 estaven classificades com a «altres inactius».

### Ingressos
El 2009 a Saint-Éloi hi havia 152 unitats fiscals que integraven 401,5 persones, la mediana anual d'ingressos fiscals per persona era de 21.617 €.

### Activitats econòmiques
Dels 9 establiments que hi havia el 2007, 3 eren d'empreses de construcció, 1 d'una empresa de comerç i reparació d'automòbils, 1 d'una empresa d'hostatgeria i restauració, 1 d'una empresa immobiliària i 3 d'empreses de serveis.
Dels 4 establiments de servei als particulars que hi havia el 2009, 2 eren lampisteries, 1 electricista i 1 veterinari.
L'any 2000 a Saint-Éloi hi havia 18 explotacions agrícoles que ocupaven un total de 532 hectàrees.

## Equipaments sanitaris i escolars
El 2009 hi havia una escola elemental integrada dins d'un grup escolar amb les comunes properes formant una escola dispersa.

## Poblacions més properes
El següent diagrama mostra les poblacions més properes.